# Jacques Faty
Jacques Faty (Villeneuve-Saint-Georges, 25 febbraio 1984) è un ex calciatore francese naturalizzato senegalese, di ruolo difensore.

## Biografia
Nato in Francia da padre senegalese e madre capoverdiana, è fratello di Ricardo Faty, anch'egli calciatore professionista.

## Caratteristiche tecniche
È un difensore centrale forte fisicamente capace di giocare anche come esterno di difesa.

## Statistiche

### Presenze e reti nei club
| Stagione          | Squadra           | Campionato        | Campionato | Campionato | Coppe nazionali | Coppe nazionali | Coppe nazionali | Coppe continentali | Coppe continentali | Coppe continentali | Altre coppe | Altre coppe | Altre coppe | Totale | Totale |
| Stagione          | Squadra           | Comp              | Pres       | Reti       | Comp            | Pres            | Reti            | Comp               | Pres               | Reti               | Comp        | Pres        | Reti        | Pres   | Reti   |
| ----------------- | ----------------- | ----------------- | ---------- | ---------- | --------------- | --------------- | --------------- | ------------------ | ------------------ | ------------------ | ----------- | ----------- | ----------- | ------ | ------ |
| 2001-2002         | Rennes 2          | CFA               | 1          | 0          | -               | -               | -               | -                  | -                  | -                  | -           | -           | -           | 1      | 0      |
| 2002-gen. 2003    | Rennes 2          | CFA               | 17         | 1          | -               | -               | -               | -                  | -                  | -                  | -           | -           | -           | 17     | 1      |
| Totale Rennes 2   | Totale Rennes 2   | Totale Rennes 2   | 18         | 1          |                 |                 |                 |                    |                    |                    |             |             |             | 18     | 1      |
| gen.-giu. 2003    | Rennes            | L1                | 9          | 0          | CF+CdL          | 0+0             | 0               | -                  | -                  | -                  | -           | -           | -           | 9      | 0      |
| 2003-2004         | Rennes            | L1                | 32         | 0          | CF+CdL          | 0+0             | 0               | -                  | -                  | -                  | -           | -           | -           | 32     | 0      |
| 2004-2005         | Rennes            | L1                | 35         | 0          | CF+CdL          | 0+0             | 0               | -                  | -                  | -                  | -           | -           | -           | 35     | 0      |
| 2005-2006         | Rennes            | L1                | 23         | 0          | CF+CdL          | 0+0             | 0               | CU                 | 3                  | 0                  | -           | -           | -           | 26     | 0      |
| 2006-2007         | Rennes            | L1                | 24         | 0          | CF+CdL          | 0+0             | 0               | -                  | -                  | -                  | -           | -           | -           | 24     | 0      |
| Totale Rennes     | Totale Rennes     | Totale Rennes     | 123        | 0          |                 | 0               | 0               |                    | 3                  | 0                  |             |             |             | 126    | 0      |
| 2007-2008         | O. Marsiglia      | L1                | 9          | 0          | CF+CdL          | 0+1             | 0               | UCL+CU             | 3+2                | 0                  | -           | -           | -           | 15     | 0      |
| 2008-2009         | Sochaux           | L1                | 26         | 1          | CF+CdL          | 1+1             | 0               | -                  | -                  | -                  | -           | -           | -           | 28     | 1      |
| 2009-2010         | Sochaux           | L1                | 33         | 1          | CF+CdL          | 2+1             | 0               | -                  | -                  | -                  | -           | -           | -           | 36     | 1      |
| 2010-2011         | Sochaux           | L1                | 24         | 1          | CF+CdL          | 3+1             | 0               | -                  | -                  | -                  | -           | -           | -           | 28     | 1      |
| Totale Sochaux    | Totale Sochaux    | Totale Sochaux    | 83         | 3          |                 | 9               | 0               |                    |                    |                    |             |             |             | 92     | 3      |
| 2011-2012         | Sivasspor         | SL                | 16         | 0          | CT              | 2               | 0               | -                  | -                  | -                  | -           | -           | -           | 18     | 0      |
| 2012-gen. 2013    | Sivasspor         | SL                | 1          | 0          | CT              | 1               | 0               | -                  | -                  | -                  | -           | -           | -           | 2      | 0      |
| Totale Sivasspor  | Totale Sivasspor  | Totale Sivasspor  | 17         | 0          |                 | 3               | 0               |                    |                    |                    |             |             |             | 20     | 0      |
| gen.-giu. 2013    | Bastia            | L1                | 12         | 0          | CF+CdL          | 0+0             | 0               | -                  | -                  | -                  | -           | -           | -           | 12     | 0      |
| 2013              | Wuhan Zall        | CSL               | 15         | 0          | CC              | 0               | 0               | -                  | -                  | -                  | -           | -           | -           | 15     | 0      |
| 2014              | Wuhan Zall        | CSL               | 11         | 1          | CC              | 0               | 0               | -                  | -                  | -                  | -           | -           | -           | 11     | 1      |
| Totale Wuhan Zall | Totale Wuhan Zall | Totale Wuhan Zall | 26         | 1          |                 | 0               | 0               |                    |                    |                    |             |             |             | 26     | 1      |
| 2014-2015         | Sydney FC         | AL                | 10         | 1          |                 | -               | -               | -                  | -                  | -                  | -           | -           | -           | 10     | 1      |
| 2015-2016         | Sydney FC         | AL                | 20         | 1          |                 | -               | -               | -                  | -                  | -                  | -           | -           | -           | 20     | 0      |
| Totale Sydney FC  | Totale Sydney FC  | Totale Sydney FC  | 30         | 2          |                 | 0               | 0               |                    |                    |                    |             |             |             | 30     | 2      |
| 2016-2017         | C.C. Mariners     | AL                | 8          | 0          |                 | -               | -               | -                  | -                  | -                  | -           | -           | -           | 8      | 0      |
| Totale carriera   | Totale carriera   | Totale carriera   | 326        | 7          |                 | 13              | 0               |                    | 8                  | 0                  |             |             |             | 347    | 7      |

### Cronologia presenze e reti in nazionale
| Cronologia completa delle presenze e delle reti in nazionale ― Senegal | Cronologia completa delle presenze e delle reti in nazionale ― Senegal | Cronologia completa delle presenze e delle reti in nazionale ― Senegal | Cronologia completa delle presenze e delle reti in nazionale ― Senegal | Cronologia completa delle presenze e delle reti in nazionale ― Senegal | Cronologia completa delle presenze e delle reti in nazionale ― Senegal | Cronologia completa delle presenze e delle reti in nazionale ― Senegal | Cronologia completa delle presenze e delle reti in nazionale ― Senegal |
| Data                                                                   | Città                                                                  | In casa                                                                | Risultato                                                              | Ospiti                                                                 | Competizione                                                           | Reti                                                                   | Note                                                                   |
| ---------------------------------------------------------------------- | ---------------------------------------------------------------------- | ---------------------------------------------------------------------- | ---------------------------------------------------------------------- | ---------------------------------------------------------------------- | ---------------------------------------------------------------------- | ---------------------------------------------------------------------- | ---------------------------------------------------------------------- |
| 5-9-2009                                                               | Cabinda                                                                | Angola                                                                 | 1 – 1                                                                  | Senegal                                                                | Amichevole                                                             | -                                                                      |                                                                        |
| 14-10-2009                                                             | Seul                                                                   | Corea del Sud                                                          | 2 – 0                                                                  | Senegal                                                                | Amichevole                                                             | -                                                                      |                                                                        |
| 3-3-2010                                                               | Atene                                                                  | Grecia                                                                 | 0 – 2                                                                  | Senegal                                                                | Amichevole                                                             | -                                                                      |                                                                        |
| 27-5-2010                                                              | Aalborg                                                                | Danimarca                                                              | 2 – 0                                                                  | Senegal                                                                | Amichevole                                                             | -                                                                      | 71’                                                                    |
| 9-10-2010                                                              | Dakar                                                                  | Senegal                                                                | 7 – 0                                                                  | Mauritius                                                              | Qual. Coppa d'Africa 2012                                              | -                                                                      | 70’                                                                    |
| 17-11-2010                                                             | Parigi                                                                 | Senegal                                                                | 2 – 1                                                                  | Gabon                                                                  | Amichevole                                                             | -                                                                      | 62’                                                                    |
| 10-8-2011                                                              | Dakar                                                                  | Senegal                                                                | 0 – 2                                                                  | Marocco                                                                | Amichevole                                                             | -                                                                      | 46’                                                                    |
| 3-9-2011                                                               | Dakar                                                                  | Senegal                                                                | 2 – 0                                                                  | RD del Congo                                                           | Qual. Coppa d'Africa 2012                                              | -                                                                      |                                                                        |
| 11-11-2011                                                             | Mantes-la-Ville                                                        | Senegal                                                                | 4 – 1                                                                  | Guinea                                                                 | Amichevole                                                             | -                                                                      | 46’                                                                    |
| 12-1-2012                                                              | Dakar                                                                  | Senegal                                                                | 1 – 0                                                                  | Sudan                                                                  | Amichevole                                                             | -                                                                      | 46’                                                                    |
| 15-1-2012                                                              | Dakar                                                                  | Senegal                                                                | 1 – 0                                                                  | Kenya                                                                  | Amichevole                                                             | -                                                                      | 46’                                                                    |
| 29-2-2012                                                              | Durban                                                                 | Sudafrica                                                              | 0 – 0                                                                  | Senegal                                                                | Amichevole                                                             | -                                                                      |                                                                        |
| 8-9-2012                                                               | Abidjan                                                                | Costa d'Avorio                                                         | 4 – 2                                                                  | Senegal                                                                | Qual. Coppa d'Africa 2013                                              | -                                                                      | 30’, 80’                                                               |
| Totale                                                                 |                                                                        | Presenze                                                               | 13                                                                     |                                                                        | Reti                                                                   | 0                                                                      |                                                                        |